# Charlie Charlie Challenge

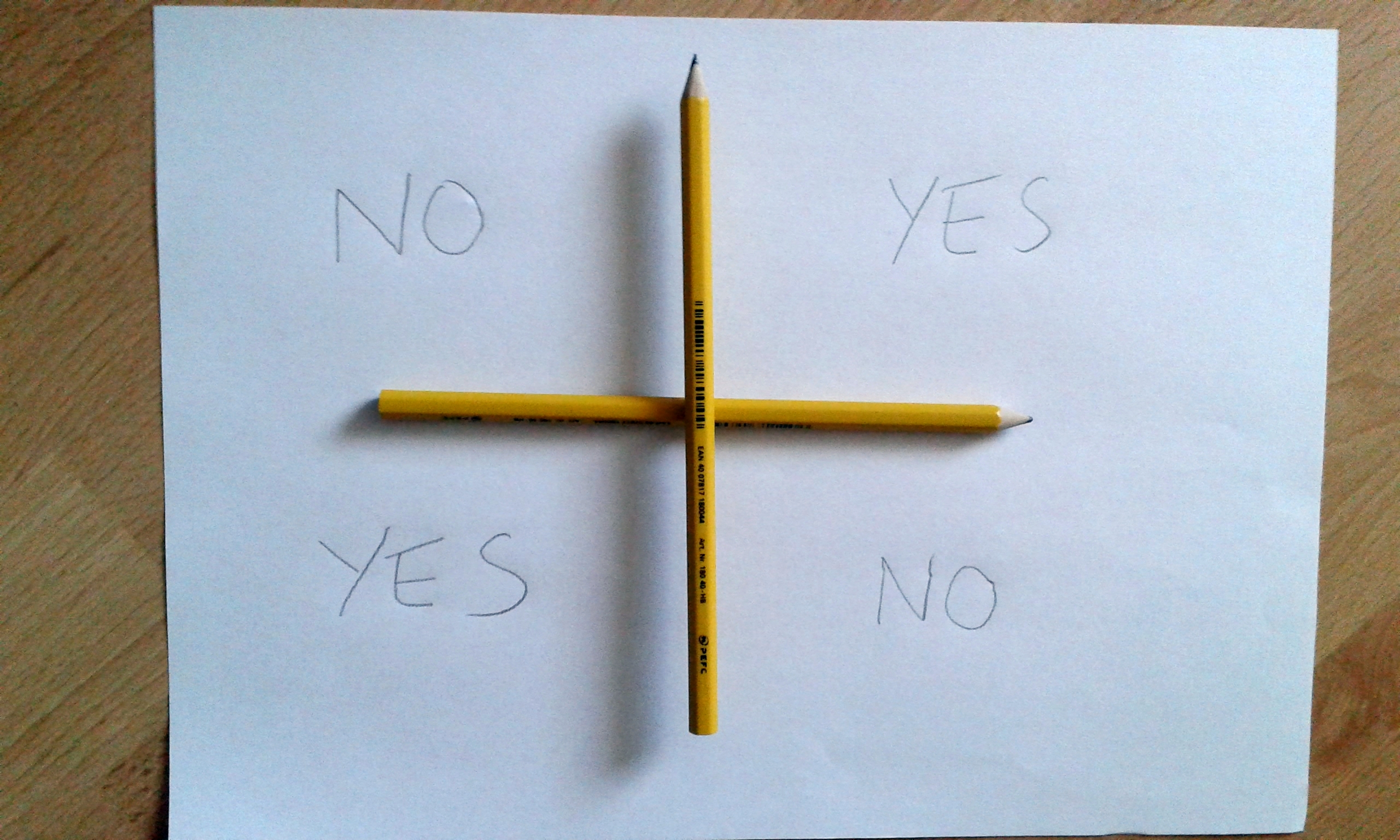
Bild eines Spielbretts der „Charlie Charlie Challenge“

Die Charlie Charlie Challenge (deutsch Charlie-Charlie-Spiel) ist eine moderne Ausführung des spanischen Papier-und-Bleistift-Spiels Juego de la Lapicera (Spiel der Stifte). Das Spiel funktioniert ähnlich wie ein Magic 8 Ball und wird mit zwei Bleistiften gespielt.

## Spiel

### Vier Stifte
In einer früheren Version des Spiels hielten vier Spieler jeweils zwei Bleistifte in Form eines Vierecks und drückten die Enden ihrer Bleistifte gegen die des anderen Spielers. Wie bei einem Ouijabrett wurde so ein Ideomotorischer Effekt erzeugt, wobei sich die Bleistifte ohne bewusste Kontrolle fusionierten.

### Zwei Stifte
Bei dieser Art von Spiel werden zwei Stifte verwendet, um ein Raster (mit Feldern mit den Titeln „Ja“ und „Nein“) zu bilden und dann der „übernatürlichen Macht“ „Charlie“ Fragen zu stellen. Der obere Bleistift wird dann beobachtet, um zu sehen, welche Antwort Charlie gibt. Die erste Frage, die jeder stellt, ist „Können wir spielen?“ oder „Bist du hier?“ Der obere Bleistift befindet sich auf einem zentralen Drehpunkt in einem instabilen Gleichgewicht, was bedeutet, dass er sich durch leichten Lufthauch einfach drehen kann, oder das Atmen der Spieler, die den Bleistift beobachten, den Bleistift in Rotation versetzen kann.

## Geschichte
In Spanien und Hispanoamerika haben Mädchen im Teenageralter schon seit Generationen Juego de la Lapicera gespielt, um herauszufinden, welche Jungen in ihrer Klasse sie mögen.
Das Spiel wurde bereits im Jahr 2008 im Internet beschrieben, jedoch erst im Jahr 2015 im englischsprachigen Raum populär. Dazu trug der Hashtag #CharlieCharlieChallenge bei. Am 29. April 2015 wurde ein reißerischer Bericht in einem Boulevardmagazin über das Spiel, das in der Provinz Hato Mayor in der Dominikanischen Republik gespielt wurde, auf YouTube hochgeladen. Die unfreiwillige Komik in dem Bericht führte dazu, dass das Spiel zu einem Twitter-Trend wurde, die Sprachbarriere überwand und sich über die ganze Welt verbreitete.

## Reaktionen
Laut Caitlyn Dewey von The Washington Post ist dieses Spiel als Beispiel für interkulturelle virale Trends wertvoll: Charlie fungiert als Killer-Fallstudie in Viralität und wie sich die Dinge in und aus Sprachen und Kulturen online verbreiten. Sie werden feststellen, dass zum Beispiel viele Spieler und Reporter über das Spiel reden, als ob es neu wäre, obwohl es ein altes Spiel ist, das gerade erst eine Sprachgrenze überschritten hat.
Maria Elena Navez von BBC Mundo sagte: „Es gibt keinen Dämon namens ‚Charlie‘ in Mexiko“ und schlug vor, dass mexikanische Dämonen mit englischen Namen (Spanischsprecher würden „Carlitos“ sagen) „in der Regel amerikanische Erfindungen sind“.
Urban-legend-Experte David Emery sagt, dass einige Versionen des Spiels die Geistergeschichte La Llorona, die in Hispanoamerika beliebt ist, kopiert haben, aber das Bleistiftspiel in Mexiko keine Tradition hat.
Joseph Laycock, ein Professor für Religionswissenschaften an der Texas State University, stellte fest, dass, obwohl Charlie „am häufigsten als ‚mexikanischer Geist‘ beschrieben wird“, es so scheint, dass christliche Kritiker das Spiel wegen ihres Wunsches, „heilsame Begegnungen mit dem Übernatürlichen zu monopolisieren“, fast sofort als satanisch „ansehen würden“.
Im April 2017 hat die ostlibysche Regierung das Spiel verboten, weil sie es für sechs Selbstmorde verantwortlich machte.

## Öffentlichkeit
Die Produzenten des Horrorfilms The Gallows promoteten ihren Film mit dem Trendspiel Charlie Charlie Challenge und veröffentlichten einen Videoclip mit dem Spiel. Es gibt zwei Filme, die den Titel des Spieles thematisieren, Ouija 3: The Charlie Charlie Challenge und Charlie Charlie.